# باز از روی گودال‌ها خواهم پرید
باز از روی گودال‌ها خواهم پرید (چکی: Už zase skáču přes kaluže) فیلمی چکی به کارگردانی کارل کاخینیا است که در سال ۱۹۷۰  منتشر شد. از بازیگران این فیلم می‌توان به ولادیمیر دلوهی و میخال دلوهی اشاره کرد.